# Сальтос-дель-Мондай
Сальтос-дель-Мондай, Мондай (ісп. Saltos del Monday) — водоспад, що знаходиться у однойменному національному парку Парагваю, займає 4 га землі і є одним із найголовніших пам'яток Парагваю. Свою історію він починає ще з доіспанских часів, коли територію країни заселяли гуарані — корінні жителі Парагваю. Його висота становить близько 45 м, а ширина 120 м, має три сходинки по яким стікає вода.